# Зіґрід Блюміке
Зіґрід Блюміке (нім. Sigrid Blömeke; 7 грудня 1965, Ольсберг — 29 липня 2023) — німецька просвітителька і професор систематичної дидактики і навчальних досліджень в Університеті Гумбольдта в Берліні .

## Життя
З 1985 по 1991 рік Блюміке вивчала історію, соціальні науки, психологію та педагогічну науку в Падерборні для роботи в ланці середньої освіти.
У 1999 році після захисту дипломної роботи з історії початкової підготовки вчителів після 1945 р. В 2001 році нею була підготовлена дисертація на здобуття компетентності в університетській підготовці викладачів і присудження Venia legendi на предмет освітньої науки. У 2002 році вона отримала запрошення до Гамбурзького університету увійти до професорсько-викладацького складу з медіаосвіти з акцентом на нові засоби масової інформації та короткотермінове запрошення до університету Гумбольдта в Берліні для професорської роботи з систематичної дидактики та викладання методики досліджень. у 2007—2008 роках вона здійснювала дослідженнях з вимірювання компетентності при викладанні математики в Мічиганському державному університеті (США).
Блюміке також працювала фрілансером для різних щоденних і міських газет, а також офіцером з питань освіти молоді для Демократичної ініціативи, керувала центром підготовки вчителів університету Падерборна.

## Наукова діяльність
До наукових переваг професора Зіґрід Блюміке належать: оцінювання та вимірювання результатів (якісні та кількісні методи) і, зокрема, вимірювання компетентності, міжнародне порівняння підготовки вчителів, емпіричне дослідження з вивченням нових засобів масової інформації, інтервенції щодо зміни вчительської діяльності, шкільна освіта та систематична дидактика, реформа підготовки вчителів боротьба з неоднорідністю та історією освіти та науки ХІХ та ХХ століть.

## Нагороди
2001: Наукова премія «Університет інформаційного суспільства»

## Публікації
- (2015) Kompetenzen von Studierenden, herausgegeben mit Olga Zlatkin-Troitschanskaia, Beltz Juvena, Weinheim / Basel 2015, ISBN 978-3-7799-3507-0.
- (2011): Kompetenzen von Lehramtsstudierenden in gering strukturierten Domänen. Erste Ergebnisse aus TEDS-LT. Waxmann, Münster 2011, ISBN 978-3-8309-2510-1[2]
- Schmidt, W. H., Blömeke, S. u. Tatto, M. T. (2011): Teacher Education Matters. A Study of The Mathematics Teacher Preparation from Six Countries. New York: Teacher College Press.
- Blömeke, Sigrid, Kaiser, Gabriele, Lehmann, Rainer (2010): TEDS-M 2008. Professionelle Kompetenz und Lerngelegenheiten angehender Primarstufenlehrkräfte im internationalen Vergleich. Waxmann Münster 2010, ISBN 978-3-8309-7281-5
- Blömeke, Sigrid, Kaiser, Gabriele, Lehmann, Rainer (2010): TEDS-M 2008. Professionelle Kompetenz und Lerngelegenheiten angehender Mathematiklehrkräfte für die Sekundarstufe I im internationalen Vergleich. Waxmann Münster 2010, ISBN 978-3-8309-2290-2
- Schmidt, W. H., Blömeke, S. u. Tatto, M. T. (2010): Teacher Preparation from an International Perspective. New York: Teacher College Press.
- Blömeke, Sigrid, Kaiser, Gabriele, Lehmann, Rainer (2009): Professionelle Kompetenz angehender Lehrerinnen und Lehrer. Wissen, Überzeugungen und Lerngelegenheiten deutscher Mathematikstudierender und -referendare — Erste Ergebnisse zur Wirksamkeit der Lehrerausbildung. Münster u. a. Waxmann ISBN 978-3-8309-1940-7
- Gerhard Tulodziecki, Bardo Herzig, Sigrid Blömeke: Gestaltung von Unterricht. Eine Einführung in die Didaktik, Klinkhardt, Bad Heilbrunn 2. durchges. Aufl. 2009. ISBN 9783825233112
- Schmidt, William H., Tatto, M. T., Bankov, K., Blömeke, S., Cedillo, T., Cogan, L., Han, Sh. I., Houang, R., Hsieh, F. J., Paine, L., Santillan, M., Schwille, J. (2007). The Preparation Gap: Teacher Education for Middle School Mathematics in Six Countries. MT21 Report. East Lansing: Michigan State University.
- Schaumburg, Heike, Prasse, Doreen, Tschackert, Karin, Blömeke, Sigrid (2007). Lernen in Notebook-Klassen. Endbericht zur Evaluation des Projekts «1000mal1000: Notebooks im Schulranzen». Bonn: Schulen ans Netz.
- (mit anderen): (2004): Handbuch Lehrerbildung, Braunschweig/Bad Heilbrunn: Westermann u. Klinkhardt ISBN 3781513440
- (2002): Universität und Lehrerausbildung (= Klinkhardt Forschung). Klinkhardt, Bad Heilbrunn/Obb. 2002, ISBN 3-7815-1186-3 (Habilitationsschrift Universität Paderborn [2002], 186 Seiten).
- (2000): Medienpädagogische Kompetenz. Theoretische und empirische Fundierung eines zentralen Elements der Lehrerausbildung. München: KoPäd
- (1999): «… auf der Suche nach festem Boden». Lehrerausbildung in der Provinz Westfalen 1945/46. Professionalisierung versus Bildungsbegrenzung, Waxmann, Münster 1999, ISBN 3-89325-794-2 (Dissertation Universität Paderborn 1999, 375 Seiten).[3]

## Вебпосилання
- Вебсайт в HU Berlin

- Literatur von und über Sigrid Blömeke im Katalog der Deutschen Nationalbibliothek Website an der HU Berlin. Література про і про Сигрид Блемеке в каталозі німецької національної бібліотеки